# Hierarchical File System
HFS (Macintosh Hierarchical Filesystem) – system plików obsługujący księgowanie, stosowany przez systemy operacyjne z rodziny Mac OS w urządzeniach firmy Apple Inc. Pierwotnie zaprojektowany do wykorzystania w nośnikach typu: dyskietka oraz dysk twardy znalazł również zastosowanie w nośnikach przeznaczonych „tylko do odczytu” typu CD-ROM. HFS jest również znany pod nazwą Mac OS Standard, a także błędną nazwą HFS Standard, w odróżnieniu od jego następcy – formatu plików HFS Plus (Mac OS Extended, również błędnie nazywanego HFS Extended).

## Historia
HFS został zaprezentowany po raz pierwszy w roku 1985 razem z systemem operacyjnym System 2.1 i był podstawowym formatem do przechowywania danych w komputerach Mac aż do roku 1998, w którym pojawił się system operacyjny Mac OS 8.1, a w nim jego następca – format plików HFS+.
Wraz z premierą systemu Mac OS X 10.6 Apple ograniczył obsługę formatu HFS, który może być montowany jedynie w trybie „tylko do odczytu”.

## Inne zastosowania
Ten system plików jest także używany przez systemy operacyjne urządzeń przenośnych firmy Apple Inc. (np. iPhone, iPod itp.).